# Тарб-4
Тарб-4 (фр. Tarbes-4, окс. Tarba-4) — кантон во Франции, находится в регионе Юг — Пиренеи. Департамент кантона — Верхние Пиренеи. Входит в состав округа Тарб.
Общее население кантона на 2007 год составляло 9 415 человек.
Код INSEE кантона 6531. В состав кантона входит одна коммуна.